# Chhurpi

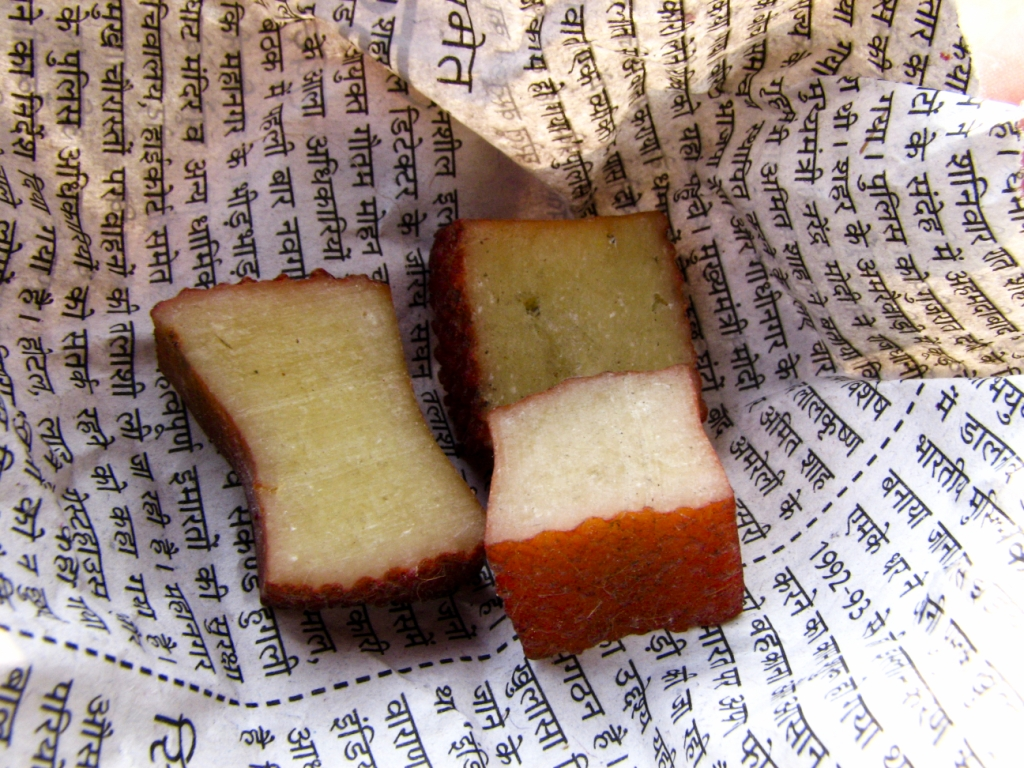
Chhurpi.

El chhurpi es un queso ahumado seco consumido en el este del Himalaya. Los sherpas lo llaman sherkam, y en Bután durukowa o durukho (en dzongkha). El chhurpi se hace con leche de yak o chauri (un híbrido de yak y vaca). Ambos tipos son duros. Se preparan en lácteas locales o en casa a partir de un material extraído del suero de mantequilla llamado sergem, que se envuelve en tela, normalmente bolsas de yute, y se prensa para eliminar el agua. Luego se deja secar, obteniendo un producto parecido al queso, que se corta y se cuelga para ahumarlo y endurecerlo.